# Maurice Venezia
Maurice Venezia (nom actuel Morris Venezia), né le 25 février 1921 à Thessalonique (Grèce), de famille juive italo-grecque, est un ex-partisan et l'un des survivants du camp de concentration et d'extermination d’Auschwitz-Birkenau. Il est mort le 3 septembre 2013 à Palm Springs. Il était un des rares et derniers survivants des Sonderkommandos.
Il est le frère aîné de Shlomo Venezia, et le cousin de Dario Gabbai, avec qui il a partagé l'expérience du lager. À la fin de la Seconde Guerre mondiale il a déménagé en Californie .

## Biographie
Les ancêtres de Maurice, Juifs Séfarades, ont été expulsés d'Espagne en 1492 (décret de l'Alhambra) et ont voyagé en Europe avant de s'installer dans le Macédoine grecque, dans ce temps-là soumise à l'Empire ottoman. Pendant le séjour dans la république de Venise, ils ont pris le nom de famille 'Venezia' (Venise) et la citoyenneté italienne.
À Thessalonique la famille, de modestes moyens, faisait partie de la communauté juive italienne. Les enfants fréquentaient l'école italienne de Thessalonique, qui avait tous les éléments typiques de l'école fasciste. Son père, Isacco Venezia, barbier, s'enrôla dans les forces armées italiennes (comme volontaire) dans la Première Guerre mondiale. Pour ces raisons, à la mort de son père, Maurice a pu venir suivre des études gratuites, dans une école technique à Milan, avec l'intervention du Consulat italien à Thessalonique. Sa famille (composée de la mère Doudoun (Angela), de son frère Shlomo, et de ses sœurs Rachel, Marika, Marthe) a vécu à Thessalonique avec l'aide de parents.
Après l'introduction des lois raciales fascistes, Maurice a été expulsé d'Italie, sans pouvoir terminer ses études, et est retourné en Grèce. En 1940, après la déclaration de guerre italienne et l'invasion de la Grèce, la police grecque a commencé à arrêter les hommes de nationalité italienne, notamment à la suite du bombardement de Thessalonique (3 novembre 1940) par les Forces armées italiennes. Maurice, comme la plupart des Italiens (y compris les non-juifs), a été capturé et emprisonné dans un palais du centre de la ville, ils ont été par la suite transférés près d'Athènes, puis libérés à l'arrivée de l'armée italienne.
Lorsque les troupes allemandes sont arrivées (en occupant Thessalonique et la Grèce du Nord), le Consulat italien à Thessalonique organisa un transfert des Italiens, au choix, en Sicile ou à Athènes. La famille de Maurice resta à Athènes, en tant que réfugiés.
Après le 8 septembre 1943, à Athènes l’armée allemande eut les pleins pouvoirs, y compris sur les Juifs.
Maurice et Shlomo rejoignirent les partisans grecs, tout en restant à Athènes. Les Allemands ont commencé à procéder à des déportations limitées et cachées, puis ils ont ordonné aux Juifs de se présenter à la Communauté Juive chaque semaine, avec l'obligation de signature. Enfin, en mars 1944, tous les Juifs qui étaient dans la Communauté pour la signature ont été arrêtés sur place, et après emmenés dans une prison d’Athènes (Haidari), pour être déportés en masse au camp d’Auschwitz.

## Sonderkommandos
Maurice, son frère Shlomo et ses cousins Dario Gabbai et Jakob Gabbai, sont arrivés à Auschwitz le 11 avril 1944.
Maurice et Shlomo ont été choisis par les SS pour le travail dans les Sonderkommandos, parce qu'ils avaient déclaré être barbiers et étaient jeunes et vigoureux. Ils ont été affectés à différents bâtiments, et ensuite ont travaillé ensemble dans le camp.
Dans les unités Sonderkommando les Juifs étaient forcés de travailler dans les chambres à gaz et les crématoires des camps.